# Merizocera cruciata
Espèce
Synonymes
- Ochyrocera cruciata Simon, 1893

Merizocera cruciata est une espèce d'araignées aranéomorphes de la famille des Psilodercidae.

## Distribution
Cette espèce est endémique du Sri Lanka. Elle se rencontre vers Nuwara Eliya à 2 200 m d'altitude.

## Description
Merizocera cruciata mesure 3,2 mm.

## Publication originale
- Simon, 1893 : Descriptions de quelques arachnides appartenant aux familles des Leptonetidae et Oonopidae.  Annales de la Société entomologique de France, vol. 62, Bulletin, p. 247-248 (texte intégral).